# Patrick Breyer

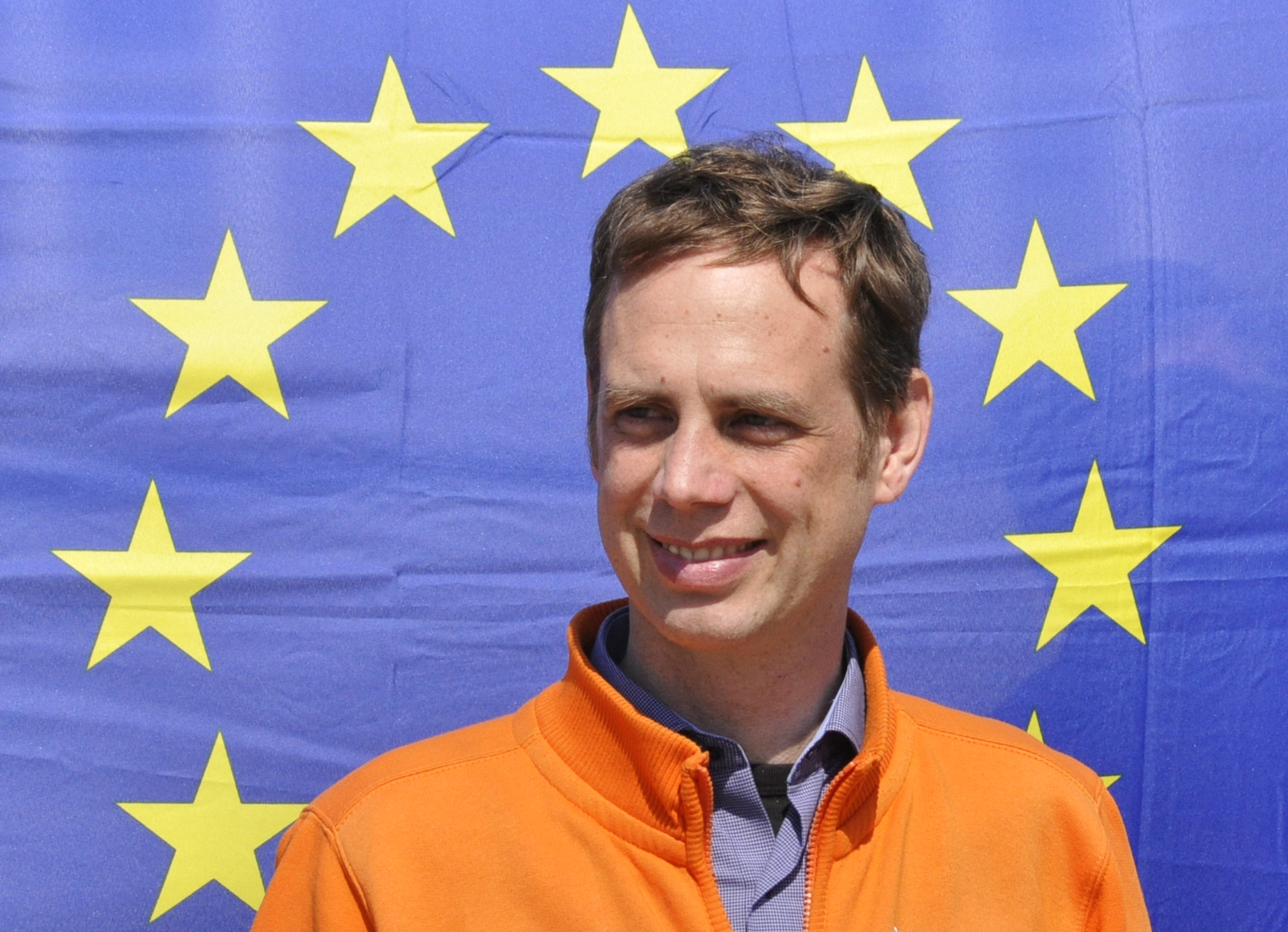
Patrick Breyer (2019)

Patrick Olaf Breyer (* 1977 in Frankfurt am Main) ist Bürgerrechtler und ein deutscher Jurist und Politiker der Piratenpartei Deutschland. Von 2012 bis 2017 war er Landtagsabgeordneter in Schleswig-Holstein, von 2012 bis 2013 und 2016 bis 2017 als Fraktionsvorsitzender der Piratenfraktion. Von 2019 bis 2024 war Breyer Mitglied des Europäischen Parlaments.

## Leben
Patrick Breyer lebt in Kiel. Er studierte Jura und wurde 2004 an der Johann Wolfgang Goethe-Universität Frankfurt am Main mit der Dissertation Die systematische Aufzeichnung und Vorhaltung von Telekommunikations-Verkehrsdaten für staatliche Zwecke in Deutschland zum Thema Vorratsdatenspeicherung zum Dr. jur. promoviert. 2004 wurde er zum Richter in Schleswig-Holstein ernannt. 2006 wurde er Gründungsmitglied der Piratenpartei Deutschland.

## Politisches Wirken

### Gerichtsverfahren um digitale Bürgerrechte
Breyer engagiert sich im Arbeitskreis Vorratsdatenspeicherung für Datenschutz und Bürgerrechte und war dort zusammen mit dem Rechtsanwalt und späteren Richter am Verfassungsgerichtshof des Landes Berlin Meinhard Starostik an der Organisation der erfolgreichen Sammelklage gegen die Vorratsdatenspeicherung beteiligt. 2016 reichte er erneut Verfassungsbeschwerde gegen das neuerliche Gesetz zur Vorratsdatenspeicherung ein.
2012 erklärte das Bundesverfassungsgericht auf Beschwerde Breyers Regelungen zur Bestandsdatenauskunft teilweise für verfassungswidrig. Gegen die Neuregelung zog Breyer mit Katharina Nocun vor das Bundesverfassungsgericht, im Jahr 2020 erklärte das Bundesverfassungsgericht auch die reformierten Regelungen für verfassungswidrig. Bislang ohne Erfolg klagte Breyer vor dem Europäischen Menschenrechtsgerichtshof gegen den Identifizierungszwang für Prepaid-SIM-Karten; gegen diese Entscheidung rief er im Jahr 2020 gemeinsam mit seinem als Rechtsanwalt tätigen Bruder 2020 die Große Kammer an, jedoch ohne Erfolg.
2012 reichte Breyer eine Klage gegen die EU-Kommission auf Herausgabe von Dokumenten zur Vorratsdatenspeicherung ein und obsiegte in zwei Instanzen.
Breyer erhob 2008 eine Unterlassungsklage vor dem Amtsgericht Berlin-Tiergarten gegen die Bundesrepublik Deutschland. Die Klage richtete sich gegen die Speicherung von IP-Adressen über den Nutzungsvorgang hinaus beim Besuch von Web-Angeboten der Bundesrepublik (sogenannte „Surfprotokollierung“). Diese Speicherung verstoße gegen das Telemediengesetz. Nachdem das Amtsgericht mit Urteil vom 13. August 2008 die Klage abgewiesen hatte, gab das Landgericht Berlin dem Begehren mit Urteil vom 31. Januar 2013 teilweise statt. Gegen die Entscheidung legten Breyer und die Bundesrepublik Deutschland Revision ein. Auf Vorlage des Bundesgerichtshofs entschied der Europäische Gerichtshof am 19. Oktober 2016, dynamisch zugewiesene IP-Adressen stellten für den Betreiber einer Website ein personenbezogenes Datum dar, wenn sie im Rahmen eines Strafverfahrens dem Anschlussinhaber zuzuordnen sind. Am 16. Mai 2017 entschied der Bundesgerichtshof, dynamisch zugewiesene IP-Adressen seien personenbezogen. Betreiber von Webseiten dürften sie nur speichern, wenn dies erforderlich ist, um die generelle Funktionsfähigkeit der Dienste zu gewährleisten und das Interesse und die Grundrechte und -freiheiten der Nutzer nicht schwerer wiegen. Der Bundesgerichtshof verwies den Rechtsstreit zurück an das Landgericht Berlin.
Im Mai 2018 reichte Breyer Verfassungsbeschwerde gegen die neue Befugnis der Bundespolizei zum Massenabgleich von Kfz-Kennzeichen an Grenzübergängen ein. Ende 2018 kündigt er an gegen die Kennzeichenerfassung im Rahmen der „Section Control“ in Niedersachsen Klage einzulegen, im März 2019 reichte er mit der Organisation „freiheitsfoo“ die Klage ein. 2019 unterstützte Breyer die Klage eines Mitglieds der Piratenpartei gegen die Speicherung der Kfz-Kennzeichen sämtlicher Fahrzeuge auf Brandenburgs Autobahnen im sogenannten „Aufzeichnungsmodus“ der KESY-Kennzeichenerfassungstechnik. 2022 bestätigte das Landgericht Frankfurt (Oder), dass es keine Rechtsgrundlage für die Aufzeichnung aller Kfz-Kennzeichen im Aufzeichnungsmodus gab.
Breyer unterstützte die Klage eines Kommunalpolitikers gegen Landtagspräsident Schlie auf Herausgabe von Informationen darüber, welche Gutachten die Fraktionen des Schleswig-Holsteinischen Landtags 2012 bis 2017 in Auftrag gegeben hatten und auch nach Ende der Wahlperiode nicht offenlegen wollten. Obwohl der Landtag während des Prozesses das Informationszugangsgesetz einschränkte, wurde der Landtagspräsident in zweiter Instanz verurteilt, weil sein Standpunkt gegen die Landesverfassung verstoße. Jedoch hatte die Revision des Landtags gegen das Urteil Erfolg, so dass die Rechtsgutachten bis heute nicht zugänglich sind.
2019 reichte Breyer eine Klage gegen die Europäische Exekutivagentur für die Forschung ein, weil diese die Herausgabe von Unterlagen zur Entwicklung eines KI-gestützten „Video-Lügendetektors“ im Rahmen des EU-finanzierten Forschungsprojekts „iBorderCtrl“ verweigerte. Breyer kritisierte, Systeme zur Erkennung auffälligen Verhaltens erzeugten „schrittweise eine gleichförmige Gesellschaft passiver Menschen, die bloß nicht auffallen wollen“. Das EU-Gericht erster Instanz entschied 2021, dass die Projektunterlagen insoweit herauszugeben seien, wie sie keine Betriebs- und Geschäftsgeheimnisse enthalten. Die Forschungsagentur gab daraufhin diverse zuvor zurück gehaltene Unterlagen heraus, u. a. zu ethischen Problemen und der rechtlichen Zulässigkeit der Technologie zur Täuschungserkennung.
2022 verklagte Breyer den Facebook-Mutterkonzern Meta Platforms Ireland Ltd. vor dem Amtsgericht Kiel auf Unterlassung der freiwilligen Chatkontrolle, also der verdachtslosen Durchsuchung privater Nachrichten auf möglicherweise illegale Inhalte. Der Rechtsstreit wurde später an das Landgericht Kiel abgegeben, wo er weiter anhängig ist.

### Landtagsabgeordneter Schleswig-Holstein
Nach der Landtagswahl in Schleswig-Holstein 2012 erhielt er als Listenkandidat der Piratenpartei Schleswig-Holstein ein Mandat für den Schleswig-Holsteinischen Landtag und wurde am 21. Mai 2012 zum Vorsitzenden der Landtagsfraktion gewählt. Den Vorsitz hatte er bis zur turnusmäßigen Neuwahl des Fraktionsvorstands am 21. Mai 2013 inne. Zwischen November 2012 und April 2017 überwies Breyer Diätenzulagen in Höhe von zusammen 75.159,18 Euro auf ein Spendenkonto des Landes Schleswig-Holstein unter dem Verwendungszweck „Absenkung Neuverschuldung“. Er begründete dies unter anderem damit, dass nur 1 % aller Steuerzahler bundesweit ein vergleichbar hohes Einkommen wie Fraktionsvorsitzende hätten; es solle wegen des Fraktionsvorsitzes keine Abgeordneten erster und zweiter Klasse geben.
Im Januar 2013 kritisierte Patrick Breyer, dass „die Automatenindustrie – namentlich um Herrn Gauselmann – seit Jahren Politiker aller etablierten Parteien mit Großspenden schmiert“. Gauselmann ließ ihn dafür abmahnen; Breyer gab keine Unterlassungserklärung ab.
Im Sommer 2014 veröffentlichte Breyer auf seiner Website vom Innenministerium zuvor per E-Mail übersandte polizeiliche und richterliche Anordnungen von Gefahrengebieten in Schleswig-Holstein, innerhalb derer anlasslose Polizeikontrollen zugelassen waren. Das Innenministerium hatte in den über 100 Seiten umfassenden Dokumenten Namen, dienstliche Telefonnummern und E-Mail-Adressen der sachbearbeitenden Polizisten, die teilweise auch im kriminellen Rockermilieu ermittelten, nur unzureichend geschwärzt. Nach Bekanntwerden des Problems entschuldigte sich Breyer öffentlich dafür, die Unterlagen vor der Veröffentlichung nicht ausreichend geprüft zu haben, und löschte die Polizistendaten. Er wurde parteiübergreifend kritisiert. Die Gewerkschaft der Polizei erstattete Strafanzeige gegen Breyer. Die Staatsanwaltschaft leitete kein Ermittlungsverfahren ein, da keine zureichenden tatsächlichen Anhaltspunkte für Straftaten vorlagen. Der Datenschutzbeauftragte Thilo Weichert beanstandete in einem Gutachten das Vorgehen des Innenministeriums bei Übersendung der angeforderten Gefahrengebietsanordnungen in mehreren Punkten. Das Ministerium habe Schwärzungen nicht wirksam und nicht vollständig vorgenommen. Ob die als „Nur für den Dienstgebrauch“ (VS-NfD) eingestuften Dokumente tatsächlich so eingestuft werden mussten, sei zumindest fraglich. Auf eine gewollte vertrauliche Behandlung hätte explizit hingewiesen werden müssen. Der Abgeordnete müsse bei der Wahrnehmung seiner Rechte ebenfalls Vertraulichkeit und Geheimnisschutz berücksichtigen.
DPA schrieb Ende 2015, Breyer sei in der seit 2012 laufenden Wahlperiode des Schleswig-Holsteinischen Landtags „der bei Weitem fleißigste Parlamentarier“ gewesen.
Breyer verlieh am 17. Februar 2016 der grün-rot-blauen Koalition einen „Vogel-Strauß-Preis für außerordentliche Leistungen bei der Verschleppung wichtiger Reformen in unserem Land“. Während der Plenardebatte wurde dem SPD-Vorsitzenden Ralf Stegner eine Vogelstrauß-Stoffpuppe überreicht. Breyer warf der Koalition vor, durch Vertagung und Verschleppung „immer wieder Entscheidungen des Landtags über unbequeme Reforminitiativen“ der Piratenfraktion zu verhindern, darunter die Einführung einer Karenzzeit für Wechsel von Ministern in die Wirtschaft. Landtagspräsident Klaus Schlie (CDU) erteilte Breyer eine Rüge.
Am 12. April 2016 wurde Breyer erneut zum Fraktionsvorsitzenden gewählt.
Im Mai 2016 deckte Breyer Vorwürfe in Eutin ausgebildeter Polizeianwärterinnen auf, männliche Mitschüler hätten sich offen frauenfeindlich, sexistisch und rassistisch verhalten und das Innenministerium sei trotz Kenntnis untätig geblieben (sog. „Whatsapp-Affäre“). Infolge der Enthüllungen wurde ein Polizeischüler nicht in den Dienst übernommen. Der Leiter der Polizeidirektion als Dienstvorgesetzter trat zurück. Ein parlamentarischer Untersuchungsausschuss wurde eingesetzt.
Im Herbst 2016 wurde Breyer Spitzenkandidat der Piratenpartei Schleswig-Holstein zur Landtagswahl.
Im Dezember 2016 und im Februar 2017 kritisierte Breyer im Landtag, die Landesrechnungshofspitze und das Landesverfassungsgericht seien von den übrigen Parteien ohne öffentliche Ausschreibung nach Parteienproporz besetzt worden. Der Landtagspräsident Schlie rief ihn zur Ordnung und entzog ihm das Wort. Breyer schaltete das Landesverfassungsgericht Schleswig-Holstein ein. Dieses erklärte am 17. Mai 2017 die Intervention Schlies für verfassungswidrig. Am 27. März 2017 erhielt Breyer für seinen Einsatz den mit 1.000 Euro dotierten Rückgratpreis der Horst-Lütje-Stiftung.
Im Mai 2017 deckte Breyer Vorwürfe von Kriminalbeamten auf, im Landeskriminalamt seien entlastende Aussagen in einem Strafverfahren gegen Rocker unterdrückt worden und auf Kritik sei mit Mobbing reagiert worden („Rocker-Affäre“). Nach den Enthüllungen traten der Leiter der Polizeiabteilung im Innenministerium sowie die Chefs von Landeskriminalamt und Landespolizeiamt zurück. Zur Aufarbeitung wurde ein parlamentarischer Untersuchungsausschuss eingesetzt.
Bei der Landtagswahl 2017 erhielt die Piratenpartei 1,2 % der Stimmen und zog nicht in den Landtag ein. Damit endete Breyers Mandat.
Als Vertrauensperson der „Volksinitiative Mitbestimmung“ übergab Breyer im Dezember 2017 mehr als 20.000 Bürgerunterschriften an den Landtag. Im Mai 2018 übergab Breyer als Vertrauensperson der „Volksinitiative zum Schutz des Wassers“, die ein gesetzliches Verbot von Fracking fordert, dem Landtagspräsidenten über 42.000 Bürgerunterschriften.

### Europaabgeordneter

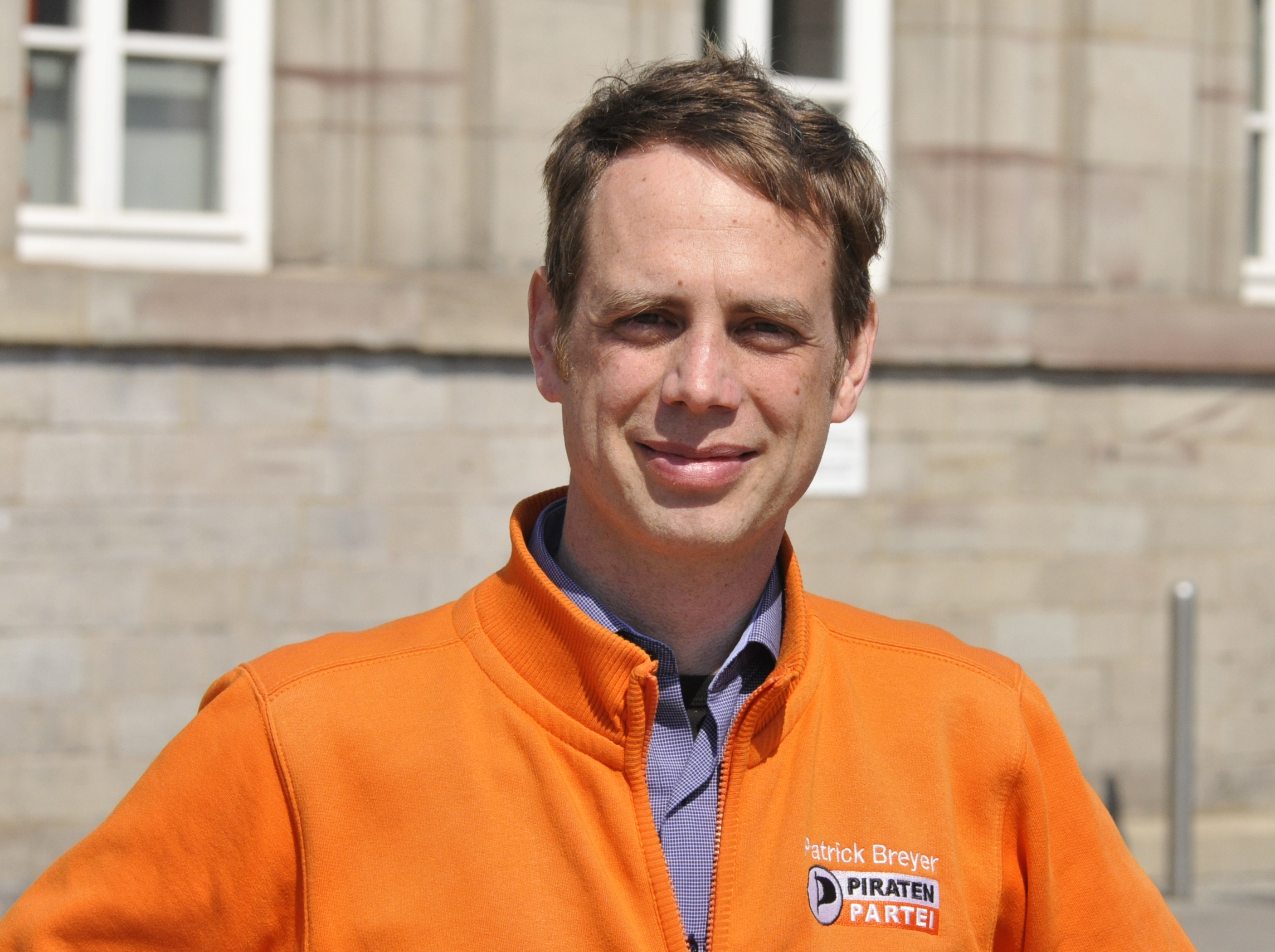
Patrick Breyer (2019)

Bei der Europawahl 2019 war Breyer Spitzenkandidat. Für den Wahlkampf nahm er ein Rap-Musikvideo auf, in dem unter anderem auch andere bekannte Piraten vorkamen wie zum Beispiel Anja Hirschel.
Er zog bei der Wahl als einziger Abgeordneter der deutschen Piraten ins Europaparlament ein, wo er zusammen mit der Česká pirátská strana, die in Tschechien drei Sitze gewann, einer von nun insgesamt vier Abgeordneten der Piraten im Parlament war. Er trat – wie schon in der Legislatur zuvor Felix Reda und wie auch die drei tschechischen Piraten – der Fraktion Die Grünen/Europäische Freie Allianz bei. Zur Diskussion stand im Vorhinein auch ein Beitritt zur ALDE-Fraktion (heute Renew Europe), wobei die Piraten es ablehnten mit der tschechischen Regierungspartei ANO in einer Fraktion zu sein.
Für seine Fraktion war er Mitglied im Ausschuss für bürgerliche Freiheiten, Justiz und Inneres sowie stellvertretendes Mitglied im Rechtsausschuss des Parlaments. Er verhandelte als Berichterstatter und Schattenberichterstatter viele Digitalgesetze der EU mit, darunter die Verordnung zur Bekämpfung der Verbreitung terroristischer Online-Inhalte (TERREG), das Gesetz über digitale Dienste (DSA), das Gesetz über digitale Märkte (DMA), den Verordnungsentwurf über Privatsphäre und elektronische Kommunikation (ePrivacy), die Verordnung zur Schaffung eines Rahmens für eine europäische digitale Identität, die Verordnung über den europäischen Raum für Gesundheitsdaten (EHDS) und den Verordnungsentwurf zur Prävention und Bekämpfung des sexuellen Missbrauchs von Kindern (Chatkontrolle).
Bei der Verordnung zur Bekämpfung der Verbreitung terroristischer Online-Inhalte (TERREG) erreichte Breyer einen ausdrücklichen Ausschluss von Pflichten zum Einsatz von Uploadfiltern (Artikel 5 (8)). Beim Gesetz über digitale Märkte (DMA) drang Breyer erfolgreich darauf, dass marktbeherrschende Messengerdienste wie WhatsApp eine messengerüberschreitende Kommunikation ermöglichen müssen (Interoperabilität). Bei der Verordnung zur Schaffung eines Rahmens für eine europäische digitale Identität verhinderte Breyer die Einführung einer lebenslangen Personenkennziffer und erreichte, dass ohne Benachteiligung auch andere Verfahren zur Identifizierung genutzt werden dürfen.
Nachdem der Verordnungsentwurf zur Schaffung eines europäischen Raums für Gesundheitsdaten (EHDS) noch einen europaweiten Zwang zur Einrichtung einer elektronischen Patientenakte vorsah, sprach sich das Europäische Parlament am 13. Dezember 2023 auf Initiative u. a. von Breyer für ein Widerspruchsrecht aus. Breyer warnte, eine zwangsweise Sammlung sämtlicher Behandlungen und Beschwerden einer Person in einer europaweit vernetzten elektronischen Patientenakte schaffe das Risiko von Hacks und des Verlusts hochsensibler Behandlungsdaten. Der endgültige Verordnungstext sichert entsprechend der Forderung von Breyer das in Deutschland und Österreich bestehende Widerspruchsrecht gegen die Einrichtung einer elektronischen Patientenakte ab.
Unter maßgeblicher Mitwirkung Breyers einigte sich der Innenausschuss des Europäischen Parlaments im November 2023 fast einstimmig (51:2 Stimmen) darauf, den umstrittenen Verordnungsentwurf zur Prävention und Bekämpfung des sexuellen Missbrauchs von Kindern (Chatkontrolle) grundlegend ändern zu wollen. Anstelle flächendeckender verdachtsloser Chatkontrollen soll eine zielgerichtete Telekommunikationsüberwachung nur beschränkt auf Personen oder Personengruppen zugelassen werden, die im Verdacht stehen, mit Kinderpornografie und Missbrauchsdarstellungen in Verbindung zu stehen. Zum Schutz sicherer Verschlüsselung wird das sogenannte Client-Side-Scanning ausgeschlossen. Die Altersnachweispflicht für Benutzer von Kommunikationsdiensten soll gestrichen werden, und Appstores sollen junge Menschen unter 16 nicht an der Installation von Messengerapps, sozialen Netzwerken und Spielen hindern müssen. Stattdessen setzt das Parlament auf sichere Voreinstellungen („Security by Design“), Durchsuchung des öffentlichen Internets (Crawling) und Löschpflichten. Unterdessen verhandelt der EU-Rat über den Verordnungsentwurf ohne vergleichbare Änderungen, so dass Chatkontrolle und Aushebelung sicherer Verschlüsselung weiterhin vorgesehen sind.
Bei der Europawahl 2024 trat Breyer nicht mehr an und schied mit der konstituierenden Sitzung des neuen Parlaments am 16. Juli 2024 aus dem Europaparlament aus.

## Werke
- Die systematische Aufzeichnung und Vorhaltung von Telekommunikations-Verkehrsdaten für staatliche Zwecke in Deutschland (Vorratsspeicherung, traffic data retention). Bearb.-Stand: November 2004. Rhombos, Berlin 2005, ISBN 3-937231-46-3 (Volltext).
- Veröffentlichungen in Zeitschriften beim Bibliotheksservice-Zentrum Baden-Württemberg.